# Itabuna
Itabuna – miasto we wschodniej Brazylii, w stanie Bahia, nad rzeką Colonia uchodzącą do Oceanu Atlantyckiego.
Itabunę zamieszkuje około 186 tys. mieszkańców.
W mieście rozwinął się przemysł spożywczy.